# Jean-Claude Leblanc de Beaulieu
Le baron Jean-Claude Leblanc de Beaulieu est né à Paris le 29 mai 1753 et mort le 13 juillet 1825 au séminaire des Missions étrangères de Paris. Il est le fils naturel de Louis Dupin de Francueil (grand-père de George Sand) et de Louise Florence Pétronille Tardieu d'Esclavelles, plus connue sous le nom de Madame Lalive d’Épinay, dite Madame d'Épinay (1726 - 1783).
Il est évêque constitutionnel de la Seine-Inférieure, siégeant à Rouen, de 1799 à 1801. En 1802, après la signature du Concordat entre le Pape Pie VII et le Ier consul, il est nommé évêque de Soissons, du 9 avril 1802 au 14 septembre 1820. Membre de la minorité au moment du concile de Paris (1811), il finit par s’exiler à Londres durant les Cent-Jours, en 1815.

## Biographie
M. Leblanc de Beaulieu est le fruit des amours très passionnées et très divulguées entre M. Dupin de Francueil et de Mme d'Epinay (témoignage de George Sand, cf. Mémoires de ma vie, introduction aux Mémoires de Mme d'Epinay - Paris - G. Charpentier, 1884)  Nourri et élevé à la ferme, ou au village, de Beaulieu, il intègre les ordres dès sa jeunesse. Dévot, il était selon sa nièce, George Sand, le portrait frappant de sa mère.
En 1798, l'abbé Maugras, curé constitutionnel de Braine, recueille les précieuses reliques de saint Victrice et les transmet à son successeur. Leblanc de Beaulieu, évêque de Soissons, attesta, de nouveau, de leur authenticité en 1813. Elles furent exposées à la vénération des fidèles dans l'église collégiale, devenue paroissiale, de Saint-Yved (ou Evode).
En 1799, il procède à la réouverture de la Cathédrale Saint-Gervais-et-Saint-Protais de Soissons, à la suite des nombreux travaux qu’il fit réaliser. En effet, celle-ci servit d’entrepôt au cours de la Révolution française et subit d’énormes dégâts.
En 1803, il vérifie et reconnait l’authenticité des reliques de sainte Grimonie, vierge et martyre.

### Leblanc de Beaulieu et le Concordat

#### Contexte historique
Alors que Rome continue d’ignorer ces « schismatiques », Bonaparte veut incorporer certains des évêques ex-assermentés dans le personnel concordataire. Pie VII semble s’incliner en promulguant le bref Post multos labores (juillet 1801), généralement oublié par l’histoire officielle. Ce document à la genèse compliquée impose de telles conditions aux anciens prélats républicains que ceux-ci se rebellent et mettent Rome et Paris au bord de la rupture en deux grandes crises, en 1802 et 1804.
Se sont-ils finalement rétractés, par rapport à leur passé révolutionnaire, étant en fonctions concordataires ? Le débat demeure, il met au jour un gallicanisme intransigeant qui persistera, chez nombre d’évêques, jusqu’à la nouvelle crise concordataire de 1820-1822.

#### Les faits
Le 15 avril 1802 (jeudi-saint), Le Coz, Saurine et Périer se présentent chez le légat pour lui demander l’institution canonique, comme le prévoyait le Concordat. Caprara suivant sa propre logique opposa, comme préalable, l’adhésion à la version "indirecte" de Post multos labores. Le groupe la rejeta, comme il fallait s’y attendre. Arrive alors le second groupe composé de Lacombe, Belmas et Leblanc de Beaulieu, ancien curé janséniste du Paris révolutionnaire et farouche opposant à l’évêque constitutionnel Gobel. Cet ancien chanoine de Sainte-Geneviève qui a joué un rôle important en tant que théologien gallican au Comité des Évêques Réunis est un des derniers à avoir remis sa démission d’évêque constitutionnel de Seine-Inférieure (actuelle Seine-Maritime). Son zèle pastoral, de la cure de Saint-Séverin à Paris puis à Soissons, est salué par tous.
Le cas de Leblanc de Beaulieu, évêque concordataire de Soissons, sera le plus contesté. On l’aura donc vu parmi les récalcitrants de la Semaine sainte. On peut néanmoins affirmer qu’il a rendu publique sa propre rétractation en 1804, avant l’arrivée de Pie VII.
En novembre 1804, donc, on reconnaissait encore huit évêques en France dont la main était vierge et qui n’avaient pas souscrit, soit directement, soit indirectement, de formule de rétractation.

### Leblanc de Beaulieu et Napoléon
Le Ier consul, soucieux de pousser ses plans militaires et navals, entreprit une inspection très poussée aux ports du nord. Beaucoup de villes sollicitèrent l’honneur de recevoir le vainqueur et pacificateur, une députation soissonnaise le joignit à Reims et obtint des assurances pour le trajet du retour.

Ainsi, le 5 août 1803,  Leblanc de Beaulieu, évêque de Soissons, prépara le peuple au joyeux évènement dans lequel il s’exclamait :

« Quelle circonstance plus favorable pour remercier le père des miséricordes de ce qu’il a fait pour la France, que celle où Bonaparte, vivifiant nos contrées par sa présence, vient y répandre la joie et l’allègresse. Paraissez, Premier consul, paraissez dans nos campagnes, dans nos murs. Que chacun de nous puisse voir, au moins un moment, celui qu’il porte dans son cœur… »

Le 25 avril 1805, il obtient de Napoléon un décret lui permettant de démolir l'abbatiale Saint-Jean-des-Vignes de Soissons, malgré l'opposition de la population.

Beaucoup plus tard, le 23 mai 1815, Napoléon Ier écrit à Bigot de Préameneu, à propos de Leblanc de Beaulieu :

« Monsieur le comte Bigot de Préameneu, faites donner la démission à l’évêque de Soissons. Faites-moi connaître de quel pays il est et renvoyez le dans son pays… »

Au cours de la période des Cent-Jours en 1815, Jean-Claude Leblanc de Beaulieu déclare en effet, qu'il ne reconnaît que Louis XVIII comme souverain légitime et finit par s'exiler à Londres. Il ne revient en France qu'après le retour du roi.

### Leblanc de Beaulieu et l'évêché d'Arles
Le 11 juin 1817, un projet de concordat rétablissant les sièges épiscopaux, propose Jean-Claude Leblanc de Beaulieu, évêque de Soissons sur le siège d'Arles. Devant l'opposition des Chambres, le projet est retiré puis repris partiellement dans la loi du 4 juillet 1821, loi qui sera cette fois-ci définitivement funeste à l'archevêché d'Arles.
En 1817, Roch-Étienne de Vichy, comte, ancien vicaire général d'Évreux, aumônier de la reine Marie-Antoinette, dernier prieur du Prieuré d'Anzy-le-Duc, aumônier de la duchesse d'Angoulême, est élu évêque de Soissons, puis sera nommé évêque d'Autun, en 1819, jusqu'à son décès en 1829.
À partir de 1822, l'archevêque d'Aix portera en même temps les titres d'Arles et d'Embrun.

## Sources
- Correspondance de Napoléon et du comte Bigot de Préameneu de 1800 à 1815.
- Annales historiques de la Révolution Française - Numéro 337- Bernard Plongeron - Face au Concordat (1801), résistances des évêques anciens constitutionnels.
- Les passages de l'empereur et des impératrices à Soissons - 1803-1815
- Almanach impérial pour l'année 1810 - Section première, culte catholique, archevêques et évêques de France.